# Astyochia dolens
Astyochia dolens är en fjärilsart som beskrevs av Druce 1899. Astyochia dolens ingår i släktet Astyochia och familjen mätare. Inga underarter finns listade i Catalogue of Life.